# چرخ‌دنگ ملخی
چرخ‌دنگ ملخی (انگلیسی: Grasshopper escapement) یک سازوکار تنظیم زمان در ساعت‌های مکانیکی است که در قرن هجدهم اختراع شد. این چرخ‌دنگ به خاطر طراحی خاص و پیچیده‌اش، در ساعت‌های با کیفیت بالا و گران‌قیمت استفاده می‌شود.
چرخ‌دنگ ملخی از یک چرخ گریز با دندانه‌های خاص و یک اهرم با دو شاخک تشکیل شده است. این شاخک‌ها دارای سطوحی هستند که با دندانه‌های چرخ گریز درگیر می‌شوند و حرکت آن را کنترل می‌کنند.
در حین نوسان آونگ، اهرم به جلو و عقب حرکت می‌کند. شاخک‌ها به نوبت با دندانه‌های چرخ گریز درگیر می‌شوند و مانع از چرخش آزاد آن می‌شوند. این درگیری و رهاسازی باعث می‌شود که چرخ گریز با سرعت کنترل‌شده‌ای بچرخد و انرژی لازم برای حفظ نوسان آونگ را فراهم کند.
چرخ‌دنگ ملخی به خاطر طراحی خاص خود، اصطکاک بسیار کمی دارد و در نتیجه سایش کمتری را تجربه می‌کند. این ویژگی باعث افزایش دقت زمان‌سنجی و طول عمر ساعت می‌شود. با این حال، به دلیل پیچیدگی ساخت و تنظیم، هزینه تولید آن نسبت به سایر چرخ‌دنگ‌ها بالاتر است.
یکی از ویژگی‌های متمایز چرخ‌دنگ ملخی، صدای تیک‌تاک خاص آن است که به دلیل طراحی خاص دندانه‌ها و شاخک‌ها ایجاد می‌شود. این صدا برای بسیاری از علاقه‌مندان به ساعت‌های مکانیکی جذاب است.
چرخ‌دنگ ملخی به عنوان یک سازوکار پیشرفته و با کیفیت در ساعت‌های مکانیکی شناخته می‌شود. اگرچه به دلیل هزینه بالا، در ساعت‌های معمولی استفاده نمی‌شود، اما در ساعت‌های لوکس و کلکسیونی به دلیل دقت و صدای خاص خود، محبوبیت دارد.